# Paronik Ovsepyan
Paronik Sergeyevich Ovsepyan (tiếng Nga: Пароник Сергеевич Овсепян; sinh ngày 23 tháng 3 năm 1992) là một cầu thủ bóng đá người Nga thi đấu cho FC Luki-Energiya Velikiye Luki.

## Sự nghiệp câu lạc bộ
Anh có màn ra mắt tại Giải bóng đá chuyên nghiệp quốc gia Nga cho FC Luki-Energiya Velikiye Luki vào ngày 19 tháng 7 năm 2017 trong trận đấu với FSK Dolgoprudny.